# Giả tưởng suy đoán
Giả tưởng suy đoán hay giả tưởng tự biện là một phạm trù hư cấu rộng lớn bao gồm các thể loại có một số yếu tố không tồn tại trong lịch sử được ghi lại và các hiện tượng quan sát được của vũ trụ hiện tại, bao gồm các chủ đề khác nhau lấy bối cảnh siêu nhiên, tương lai và nhiều chủ đề tưởng tượng khác. Dưới mái vòm của phạm trù này tích hợp nhiều thể loại không bị giới hạn, như khoa học viễn tưởng, kỳ ảo, kinh dị, siêu anh hùng viễn tưởng, lịch sử thay thế, utopia và dystopia viễn tưởng và siêu nhiên viễn tưởng, cũng như sự kết hợp của chúng (ví dụ: khoa học kỳ ảo).
Giả tưởng suy đoán khác hoàn toàn với các loại hư cấu khác (ví dụ như lát cắt cuộc sống) và phi hư cấu.

## Lịch sử
Giả tưởng suy đoán là một phạm trù bao gồm từ các tác phẩm cổ đại cho đến cả các tác phẩm thay đổi mô hình và tân truyền thống của thế kỷ 21. Có thể nhận ra giả tưởng suy đoán trong các tác phẩm mà ý đồ của tác giả hoặc bối cảnh xã hội của các phiên bản truyện mà họ miêu tả hiện đã được biết đến, vì các nhà viết kịch Hy Lạp cổ đại như Euripides (khoảng năm 480–406 TCN) có vở kịch Medea dường như đã không được lòng khán giả Athen khi ông suy đoán một cách giả định rằng ma nữ Medea đã giết con của mình thay vì bị giết bởi những người Corinth khác sau khi bà trở nên loạn trí, và vở kịch Hippolytus, được kể theo lối tự sự bởi nhân vật Aphrodite, Nữ thần Tình yêu, bị nghi ngờ là đã làm mất lòng khán giả đương thời của ông bởi vì ông miêu tả nhân vật Phaedra quá dâm dục.
Trong thuật chép sử, cái mà ngày nay được gọi là giả tưởng suy đoán từng được gọi trước đây là "sáng kiến lịch sử", "hư cấu lịch sử", và những cái tên tương tự. Nó được ghi nhận rộng rãi trong phê bình văn học về các tác phẩm của William Shakespeare như khi ông đồng định vị Công tước Athen Theseus và Nữ hoàng A-ma-dôn Hippolyta, nàng tiên người Anh Puck và thần Cupid người La Mã xuyên thời gian và không gian đến Vùng đất thần tiên của vị vua Oberon người German vương triều Meroving, trong vở kịch Giấc mộng đêm hè.
Trong thuật chép thần thoại, khái niệm giả tưởng suy đoán còn được gọi là "mythopoesis" hoặc mythopoeia, "suy đoán viễn tưởng", thiết kế sáng tạo và thế hệ truyền miệng, có liên quan đến các tác phẩm như Chúa tể những chiếc nhẫn của J. R. R. Tolkien. Các chủ đề siêu nhiên, lịch sử thay thế và tình dục như vậy vẫn tiếp diễn trong các tác phẩm được viết trong thể loại giả tưởng suy đoán hiện đại.
Việc tạo ra giả tưởng suy đoán theo nghĩa tổng quát của lịch sử giả định, giảng giải, hoặc phi lịch sử truyền miệng được cho là thuộc về công của tác giả rõ ràng theo phong cách phi hư cấu kể từ thời kỳ đầu như Herodotus của Halicarnassus (thế kỷ 5 TCN), với tác phẩm Histories của ông, và đã được áp dụng và biên tập bởi các tác giả bách khoa thư đầu tiên như Tư Mã Thiên (khoảng 145 hoặc 135 TCN – 86 TCN), tác giả của bộ Sử ký Tư Mã Thiên.
Những ví dụ này làm nổi bật sự lưu ý rằng nhiều tác phẩm ngày nay được coi là giả tưởng suy đoán có chủ ý hoặc không chủ ý từ lâu đã in dấu thuật ngữ thể loại; khái niệm của nó theo nghĩa rộng nhất nắm bắt cả khía cạnh có ý thức và vô thức của tâm lý con người trong việc hình thành ý thức về thế giới, và hồi đáp lại nó bằng cách tạo ra các biểu hiện giàu trí tưởng tượng, sáng tạo và nghệ thuật. Những biểu hiện như vậy có thể đóng góp vào sự tiến bộ thực tiễn thông qua quan hệ nhân sinh, các phong trào xã hội và văn hóa, nghiên cứu khoa học và phát triển, và triết học khoa học.
Trong cách sử dụng tiếng Anh trong nghệ thuật và văn học từ giữa thế kỷ 20, "giả tưởng suy đoán" như một thuật ngữ thể loại thường được cho là bắt nguồn từ Robert A. Heinlein. Lần đầu tiên ông sử dụng thuật ngữ này là cho một bài xã luận trên tờ The Saturday Evening Post, ngày 8 tháng 2 năm 1947. Trong bài báo, Heinlein đã sử dụng "giả tưởng suy đoán" như một từ đồng nghĩa với "khoa học viễn tưởng"; trong một đoạn sau đó, ông tuyên bố rõ ràng rằng việc ông sử dụng thuật ngữ này không bao gồm kỳ ảo. Tuy nhiên, mặc dù Heinlein có thể đã tự mình nghĩ ra thuật ngữ này, nhưng đã có những trích dẫn trước đó: một đoạn trong Lippincott's Monthly Magazine năm 1889 đã sử dụng thuật ngữ này để nói đến Looking Backward: 2000–1887 của Edward Bellamy và các tác phẩm khác; và một trong số ra tháng 5 năm 1900 của The Bookman nói rằng Etidorhpa, The End of the Earth của John Uri Lloyd đã "tạo ra rất nhiều cuộc tranh luận giữa những người quan tâm đến giả tưởng suy đoán". Một biến thể của thuật ngữ này là "văn học suy đoán".
Việc sử dụng "giả tưởng suy đoán" theo nghĩa bày tỏ sự không hài lòng với truyền thống hoặc sự thiết lập khoa học viễn tưởng đã được phổ biến trong những năm 1960 và đầu những năm 1970 bởi Judith Merril và nhà văn và biên tập viên khác, trong mối liên hệ với phong trào Làn sóng Mới. Nó không được sử dụng vào khoảng giữa những năm 1970.
Cơ sở dữ liệu Giả tưởng Suy đoán trên Internet chứa một danh sách rộng rãi các phần phụ khác nhau.
Vào những năm 2000, thuật ngữ này được sử dụng rộng rãi hơn như một thuật ngữ chung thuận tiện cho một tập hợp các thể loại. Tuy nhiên, một số nhà văn, chẳng hạn như Margaret Atwood, tiếp tục phân biệt "giả tưởng suy đoán" cụ thể là loại khoa học viễn tưởng "không có người sao Hỏa ", "về những điều thực sự có thể xảy ra."
Các tập san học thuật xuất bản các bài tiểu luận về giả tưởng suy đoán bao gồm Extrapolation và Foundation.
Theo số liệu thống kê của nhà xuất bản, nam giới nhiều hơn nữ khoảng 2 đến 1 trong số các nhà văn viết giả tưởng suy đoán bằng tiếng Anh nhằm mục đích xuất bản chuyên nghiệp. Tuy nhiên, tỷ lệ phần trăm khác nhau đáng kể theo thể loại, với phụ nữ nhiều hơn nam giới trong các lĩnh vực kỳ ảo thành thị, lãng mạn huyền bí và hư cấu dành cho thanh niên.

## Phân biệt khoa học viễn tưởng với giả tưởng suy đoán khác
"Giả tưởng suy đoán" đôi khi được viết tắt là "spec-fic", "spec fic", "specfic", "SF", "SF" hoặc "sf". Tuy nhiên, ba chữ viết tắt cuối cùng không rõ ràng vì chúng từ lâu đã được sử dụng để chỉ khoa học viễn tưởng (nằm trong phạm vi văn học chung này) và những thể loại khác tùy theo ngữ cảnh. Thuật ngữ này đã được sử dụng bởi một số nhà phê bình và nhà văn không hài lòng với điều mà họ coi là hạn chế của khoa học viễn tưởng: sự cần thiết của câu chuyện phải tuân theo các nguyên tắc khoa học. Họ cho rằng "giả tưởng suy đoán" tốt hơn nên định nghĩa là thể loại hư cấu mở rộng, cởi mở, giàu trí tưởng tượng hơn là "thể loại hư cấu" và các thể loại "kỳ ảo", "bí ẩn", "kinh dị" và "khoa học viễn tưởng". Harlan Ellison sử dụng thuật ngữ này để tránh bị phân loại bồ câu như một nhà văn. Ellison, một người khởi xướng đầy nhiệt huyết trong số các nhà văn theo xu hướng văn học viễn tưởng và văn học hiện đại hơn, đã thoát ra khỏi các quy ước về thể loại để vượt qua ranh giới của "Giả tưởng Suy đoán".
Thuật ngữ "hư cấu giả định" đôi khi được sử dụng như một danh mục phụ chỉ định một hư cấu trong đó các nhân vật và câu chuyện bị ràng buộc bởi một thế giới nội bộ nhất quán, nhưng không nhất thiết phải được xác định bởi bất kỳ thể loại cụ thể nào.

## Thể loại
Giả tưởng suy đoán có thể bao gồm các yếu tố của một hoặc nhiều thể loại sau: 
| Tên                  | Mô tả | Ví dụ |
| -------------------- | --- | --- |
| Kỳ ảo                | Bao gồm các yếu tố và sinh vật có nguồn gốc hoặc lấy cảm hứng từ các câu chuyện truyền thống, chẳng hạn như các sinh vật thần thoại (ví dụ như rồng, tinh linh, người lùn và tiên nữ), phép thuật, phù thủy, độc dược, v.v. | Chúa tể của những chiếc nhẫn, Dungeons & Dragons, The Legend of Zelda, Harry Potter, A Song of Ice and Fire, Magic: The Gathering World Championship          |
| Khoa học viễn tưởng  | Có các công nghệ và các yếu tố khác không tồn tại trong cuộc sống thực nhưng có thể được cho là được tạo ra hoặc khám phá trong tương lai thông qua tiến bộ khoa học, chẳng hạn như rô bốt tiên tiến, du hành giữa các vì sao, người ngoài hành tinh, du hành thời gian, người đột biến và người máy. Nhiều câu chuyện khoa học viễn tưởng lấy bối cảnh tương lai. | Cỗ máy thời gian, Tôi là Robot, Dune, Star Trek, 2001: A Space Odyssey, Swamp Thing, Black Mirror, Star Wars, Blade Runner, Jurassic Park                     |
| Kinh dị              | Tập trung vào những câu chuyện kinh hoàng kích động nỗi sợ hãi. Nhân vật phản diện có thể là các thế lực siêu nhiên, chẳng hạn như quái vật, ma cà rồng, ma và quỷ, hoặc những người trần tục, chẳng hạn như những kẻ sát nhân tâm thần và tàn ác. Thường có bạo lực và chết chóc.                                                                                 | The Exorcist, A Nightmare on Elm Street, Us, Books of Blood, The Hellbound Heart, Resident Evil                                                               |
| Không tưởng (Utopia) | Diễn ra trong một xã hội đáng mơ ước, thường được trình bày là tiên tiến, hạnh phúc, thông minh hoặc thậm chí hoàn hảo hoặc không có vấn đề. | Đảo, Ecotopia, 17776 |
| Dystopia (hỗn loạn)  | Diễn ra trong một xã hội không được mong muốn, thường xuyên bị kiểm soát chặt chẽ, bạo lực, hỗn mang, tẩy não hoặc các yếu tố tiêu cực khác. | Brave New World, 1984, Brazil, The Handmaid's Tale, A Clockwork Orange, The Hunger Games                                                                      |
| Lịch sử thay đổi     | Tập trung vào các sự kiện lịch sử như thể chúng đã xảy ra theo một cách khác và tác động của chúng trong hiện tại. | The Man in the High Castle, The Last Starship from Earth, Định mệnh (phim 2009), The Guns of the South, Tổ quốc                                               |
| Tận thế              | Xảy ra trước và trong một thảm họa lớn, trên toàn thế giới, điển hình là thảm họa thiên nhiên do khí hậu hoặc đại dịch có quy mô cực lớn hoặc thảm sát hạt nhân. | On the Beach, Threads, The Day After Tomorrow, Birdbox, 2012, War of the Worlds                                                                               |
| Hậu khải huyền       | Tập trung vào các nhóm người sống sót sau thảm họa lớn trên toàn thế giới | The Stand, Mad Max, Waterworld, Fallout, Metroid Prime, Metro 2033, Nausicaä of the Valley of the Wind                                                        |
| Siêu anh hùng        | Tập trung vào các siêu anh hùng (tức là những anh hùng có khả năng hoặc sức mạnh phi thường) và cuộc chiến của họ chống lại các thế lực xấu như siêu phản diện. Thường kết hợp các yếu tố khoa học viễn tưởng hoặc giả tưởng và có thể là một nhánh phụ của chúng.                                                                                                 | Vũ trụ DC, Vũ trụ điện ảnh Marvel, Naruto, Kamen Rider, X-Men, Super Sentai, Metal Heroes, Power Rangers                                                      |
| Siêu nhiên           | Tương tự như kinh dị và kỳ ảo, nó khai thác hoặc yêu cầu bộ khung hoặc chủ đề cốt truyện một số mâu thuẫn của thế giới tự nhiên thông thường và các giả định duy vật về nó. | The Castle of Otranto, Cậu bé mất tích, Paranormal Activity (loạt phim), Dark, Fallen, Nhật ký ma cà rồng, Phép thuật, The Others, The Gift, The Skeleton Key |

## Liên kết ngoại
- Cơ sở dữ liệu Giả tưởng Suy đoán trên Internet
- Trang SF tại Dự án Gutenberg của Úc